# 最後の約束の物語
『最後の約束の物語』（さいごのやくそくのものがたり）は、2011年4月28日にイメージエポックより発売されたPlayStation Portable用ソフトである。

## 概要
イメージエポックのパブリッシャー化第1弾タイトルで、同社が掲げる「JRPG」ブランドの一作でもある。「JRPG」とはJapanese RPGを指し、本作も古典的な日本製RPG作品に見られるようなコマンド選択によるバトルシステムを重視したRPGとなっている。
東日本大震災後の発売であることからダウンロード版はチャリティーダウンロード版となっており、売り上げの一部は日本赤十字を通して被災地の義捐金として送られる。
サーシャの父ベロア公爵は本当に敵に通じているのか、機械の兵士しか登場しない侵略者サヴィ・シャンティエの本陣はどうなっているのかなど、本作品には多くの謎が残されている。これはゲーム以外のメディアでも作品を展開できる余地を残すためであり、設定自体は存在している。しかし、イメージエポックの社風としてあまり作品の続編を作ってこなかったこともあり、『最後の約束の物語』の続編を制作するか否かは社内でも意見が分かれている。

## ゲームシステム
シナリオは任務を受け所定の時間が経過することで進行していく。仲間の生存数や「最後の約束」の有無で変化するマルチエンディング方式を採用している。
敵対心
本作に登場する敵は明確な敵対心を持っており、行動前に誰を狙っているかを知ることができる。バトル中はこの敵対心のゲージの増減や攻撃対象の変化に気をつけながらコマンドを選択し、攻撃を向けられるキャラクターをコントロールしなければならない。MMOなどでは「ヘイト」と呼ばれるものであるが、一般的なゲームではこれが目に見える形で常に表示されることはあまりない。
イーリアの秘法
本作ではキャラクターごとに生命力を表すSPが設定されている。バトル中にこのSPの値が0になってしまうとイーリアの秘法という自爆技を放ち、それを最後にそのキャラクターはロスト（消滅）してしまうシステムとなっている。

## 物語
魔導の力によって繁栄したユグドラ王国。ユグドラの民は生まれながらに魔導の力を持ち王都ファルエデンを中心に栄えていたが、突如として新興国家である機械帝国サヴィ・シャンティエの機械の兵（鋼機兵）による襲撃を受け3万もの人命が失われてしまう。ユグドラ王国滅亡まであと1日。残り2000のユグドラの民の生き残りをかけ、王国直属のメサイア騎士団は地平線まで続く鋼機兵の大群と戦い続ける。
しかし、精鋭ぞろいのメサイア騎士団の力をもってしても、もはや国を守りきれる状況ではなかった。彼らは王都の崩壊と引き換えに住民を脱出させる転移魔法陣の使用を決意する。その起動に必要なのは、騎士が生涯に一度だけ交わせるという「最後の約束」だった。

## キャラクター

### プレイヤーキャラクター
ウォルフ・スティングレイ
声 - 神谷浩史
本作の主人公。幼いころからレクレウル国王の側近を勤めており、亡き王の指名により神刀ザナドゥを譲り受ける。ザナドゥの所持者が代々メサイア騎士団の指揮官を務める慣わしから、新指揮官に就く。魔導、剣術ともに卓越した才能を持つが、無自覚。
セレグリアス・ティナ・ユグドラシル（セレス）
声 - 田村ゆかり
本作のメインヒロインでユグドラ王国の王女。レクレウルの妹でヨシュアの姉にあたる。ウォルフとは幼馴染の間柄。強い正義感とカリスマ性を持つ。自分を王女ではなく友人として接してくれるウォルフに恋心を抱いている。
セレスのSPが0になった場合、ゲームオーバーとなる。
ラシュディ・アグリオス
声 - 鈴木達央
メサイア騎士団の一人で弓を扱う青年。ウォルフとは親友である。強力な魔導力を持つ天才肌。
サーシャ・ベロア
声 - 茅原実里
メサイア騎士団の一人で鞭を扱う少女。幼い頃に才能を見いだされ、魔導の英才教育を施された。活発かつ勝気な性格で、誰にでもタメ口で話す。レクレウル国王を慕っていたため、彼を守れなかったウォルフに対してきつくあたる。
ジャイロ・ムーア
声 - 小西克幸
メサイア騎士団の一人で銃を扱う青年。騎士団内では参謀と呼ばれている。士官学校では実技教官を務め、ウォルフやカインを指導したこともある。非常に冷静かつ合理主義者であり、任務完遂の為なら非戦闘員の犠牲も厭わないため、仲間と衝突する時もある。
カイン・ルテシア
声 - 梶裕貴
メサイア騎士団の一人で大剣を扱う少年。1年前に騎士団に入った新人。士官学校を主席かつ飛び級で卒業するほどの天才だが、それゆえに自信過剰。反面、何かを犠牲にすることを嫌う熱血漢。
マラルメ・テス
声 - 遠藤綾
メサイア騎士団の一人で短剣を扱う女性。元は泥棒だったが、ある事件を機に改心し、メサイア騎士団に入る。恋愛には非常に奔放で、ウォルフに対しては比較的好意的な態度をとっている。

### その他の人物
リゼット
声 - 喜多村英梨
メサイア騎士団の一人で管制官を務める女性。元はメサイア候補生として士官学校を卒業したが、軍で戦闘管制官としての訓練を受け、メサイア騎士団各員のサポートを行う。職務は忠実にこなし、理知的。
実はウォルフに想いを寄せており、バッドエンドでその心中を知ることができる。
レクレウル
声 - 安元洋貴
ユグドラ王国の国王でメサイア騎士団の指揮官も務める。セレスとヨシュアの兄。自身に残された力が残り少ないことを悟り、鋼機兵を道づれに戦死する。ウォルフの才能を早くから見出し、彼を直弟子として育てた。
ヨシュア
声 - 代永翼
メサイア騎士団の一人でレクレウルとセレスの弟。王位継承権第1位。ヴァルキードの継承者。王族でありながら気さくな性格から、民からの人気は高い。戦いの中で致命傷を負い、セレスにヴァルキードを託して死亡する。
リカルド・ガント
声 - 杉田諒士
王国一の錬金術師。アイテム製作を担当する。いかつい大男だが小心者で、アイニーには頭が上がらない。
アイニー・ルウニィ
声 - 上田のりこ
王国一の鍛冶職人。武具の製作を担当する。少女のような外見だが実年齢は20代半ばで、性格も姉御肌である。
フーリオ
声 - 箭内仁
元メサイア候補生で、レイソニアを継承する予定だった。恋人マラルメの盗みに加担した咎で、魔導を封じられて騎士団を追放処分となり、身を持ち崩す。今ではメサイアたちとは犬猿の仲。
メサイアたちを見返すため、彼らの危機に際して参戦。鋼機兵が反応する魔力を持たない身であることを利用して有利に戦うが、魔力の込められた騎士の紋章を捨てていなかったことが仇となって攻撃を受け死亡した。
トビー
声 - 真壁かずみ
騎士にあこがれる正義感の強い少年。大人では通れない狭い隙間をくぐることでメサイアたちの任務を助けるが、そのさなかに鋼機兵に襲われて死亡した。
ラン
声 - 上田のりこ
トビーの妹。両親に続いて兄まで喪ったため一時心を閉ざすが、メサイアたちの献身的な行動を見るうちに、兄の遺志を継ぐ決意を固める。

## スタッフ
- エグゼクティブプロデューサー - 御影良衛
- プロデューサー - 宇田洋輔
- ディレクター - 池大輔
- シナリオ - 岸本みゆき、加藤陽一、上原りょうこ
- キャラクターデザイン - 倉花千夏、村山圭太、藤井のぞみ
- 音楽 - GAINGAUGE、小池尚弘（Nek)、真鍋明義
- 主題歌 - The Last Promise
  - 作詞 - ルシュカ、作・編曲 - 164

## 関連商品
- 『最後の約束の物語 オラトリオメサイア』エンターブレイン、2012年8月、ISBN 978-4-04-728177-6
  - ファミ通コミッククリア連載の漫画化作品。さがら梨々・作。
- 『最後の約束の物語 オフィシャルコンプリートガイド』エンターブレイン、2011年6月、ISBN 978-4-04-727350-4
- 『最後の約束の物語 公式設定資料集』一迅社、2011年8月、ISBN 978-4-7580-1230-0
- 『最後の約束の物語 オリジナルサウンドトラック』ティームエンタテインメント (KDSD-00453)